# Культура делового общения
Культу́ра делово́го обще́ния — один из феноменов коммуникации, в основе которого лежит совокупность моральных норм, принципов, правил и представлений о деловом этикете. Культура делового общения регулирует поведение и взаимоотношения субъектов или группы субъектов в процессе их производственной деятельности.

## Классификация культур
Ричард Д. Льюис — британский специалист в области межкультурной коммуникации, полиглот, знающий 11 языков, изобрел новую модель классификации культур в сфере делового общения. Модель получила название в честь создателя — The Lewis Model of Cross-Cultural Communication. Согласно его теории различные страны можно разместить на осях треугольника, вершинами которого станут три главных типа культур — моноактивная, полиактивная и реактивная культуры.
Он подразделяет страны на 3 вида так как все они используют различные стратегии поведения в процессе делового общения, а также имеют различную организацию общества во времени в целом.

## Виды культур

### Моноактивные культуры
Моноактивная культура — (task-oriented) это культура людей, ориентированных на дело. Люди, принадлежащие к данной культуре, спокойны и рациональны, систематически планируют свою будущее, составляют расписание и тщательно организовывают свою деятельность. Отличительная черта людей из моноактивной культуры, это то что они занимаются одним делом в определенный момент времени, по завершении которого, переходят к следующему заданию. Представители такой культуры убеждены что при линейной организации труда, можно добиться наилучшего результата и увеличить свою эффективность, в их речи отсутствуют абстрактные понятия. Поскольку представители моноактивной культуры ориентированы на результат, то лидирующее место отдается карьерному росту, зачастую страдают взаимоотношения с коллегами. В моноактивной культуре большое значение придается принципу равенства всех людей, как все люди равны в своих возможностях, так и перед Богом. Среди моноактивных культур преобладает психотип — интроверт.
Типичные представители моноактивной культуры — США, Великобритания, Германия.

### Полиактивные культуры
Полиактивная культура — (people-oriented) это культура людей, которые ориентированы на построение здоровых отношений с коллегами, нежели чем на результат. По мнению Р. Льюиса эти культуры можно назвать «словоохотливыми» и «общительными». Люди из полиактивных культур не составляют расписания, предпочитают вести множество проектов одновременно, которые накладываются друг на друга. Такие люди не обращают внимание на пунктуальность, заботясь больше о реальности, чем о распорядке, который устанавливает сам человек. За единицу времени, представитель такой культуры может выполнить сразу несколько дел. Но несмотря на это часто меняют распорядок дня, выбирая то, что наиболее привлекательно для них самих и часто не доводят дела до конца. В такой культуре большое значение придают иерархии, которая создает комфортные условия для взаимодействия и правильного построения коммуникации. Среди полиактивных культур преобладает психотип — экстраверт.
Типичные представители — Италия, Латинская Америка и арабские страны.

### Реактивные культуры
Реактивная культура — (respect-oriented listeners) это культура людей, которые с осторожностью подходят к планированию своего распорядка и весьма тактично выстраивают взаимоотношения со своими бизнес-партнерами и коллегами. Представители этой культуры организовывают свою деятельность в зависимости от обстоятельств и всегда исполняют взятые на себя обязательства. Р. Льюис называет такие культуры «слушающими». В данной культуре весьма почтительно относятся к своим коллегам и бизнес-партнерам, стараются избегать неприятных моментов в переговорах, отдавая все силы на построение гармоничной коммуникации. Процесс принятия решения в такой культуре сводится к процессу восприятия. В процессе переговоров они обращают внимание на контекст и не обращают внимания на детали. Среди реактивных культур преобладает психотип — интроверт.
Типичные представители — Финляндия, Малайзия, Вьетнам, Япония, Китай и Корея.

## Использование времени

### Моноактивные культуры
Понятия пространства и времени — универсально, но в различных культурах толкуется абсолютно по-разному. В моноактивных культурах время — деньги. Предаваться безделью для них является невозможным. Вся жизнь распланирована на 10 лет вперед. Измерение времени в деньгах - лишь одна сторона медали. Понятие времени также дополнено идеей потерянного времени. Данный подход является успешным и логичным, до тех пор пока мы не пытаемся применить его к полиактивным культурам. Например в Швейцарии, «точность» сделали символом страны — производство часов, оптических приборов, фармацевтических веществ.

### Полиактивные культуры
В полиактивных культурах не придают большого значения расписаниям и пунктуальности. Представители этой культуры считают свою жизнь более полной и здоровой, когда она наполнена множеством ярких событий. Опоздания для них — сущий пустяк. Их появление на встречах с опозданием в 30 минут, приводит в бешенство представителей моноактивных культур.

### Реактивные культуры
Для представителей реактивных культур — время циклично и к нему принято адаптироваться, так как оно не привязано к людям или событиям. В Азиатских странах большой популярностью пользуется поговорка — «Когда Бог создавал время. Он создал его достаточно». Эта поговорка точно описывает поведение людей реактивной культуры. Они медлят с принятием решений и, по мнению представителей моноактивных культур, тратят время впустую.

## Столкновение культур
Часто проблемы в культуре делового общения возникают из-за недостаточного профессионализма участников переговоров или из-за кросс-культурных предубеждений. Взаимодействие представителей моноактивной, полиактивной и реактивной культуры, очень часто заканчиваются недопониманиями. Рассмотрим переговоры этих трех культур. Представитель моноактивной культуры будет нацелен на результат, желая заключить успешную сделку, стремясь к моментальному росту и значительной прибыли. Последнее о чем он будет думать это о дружественных отношениях с партнером. Представитель реактивной культуры в момент переговоров будет стремиться к установлению гармоничных отношений с коллегами, рассчитывая на долговременную выгоду от этих переговоров. Представитель полиактивной культуры будет занимать последнее место в иерархии этих переговоров. На первом месте у них стоит сохранение национального достоинства, а также личный престиж руководителя делегации. Они настроены на поддержание дружественных отношений и положительный результат по сделке.